# Podophyllum versipelle
Podophyllum versipelle är en berberisväxtart. Podophyllum versipelle ingår i släktet fotblad, och familjen berberisväxter.

## Underarter
Arten delas in i följande underarter:
- P. v. boreale
- P. v. versipelle
- P. v. sichuanense